# 车田苗族乡
车田苗族乡是中华人民共和国广西壮族自治区桂林市资源县下辖的一个民族乡。

## 行政区划
车田苗族乡下辖以下村级行政区划单位：
车田村、石寨村、坪寨村、黄宝村、龙塘村、粗石村、田头水村、脚古冲村、海棠村、木厂村、白洞村和黄龙村。